# Главный маршал Франции
Главный маршал Франции (Главный маршал лагерей и армий короля, фр. Maréchal général des camps et armées du roi) — высшее воинское звание во Франции; в своём роде — аналог звания генералиссимуса.
В то время как маршалами Франции назначали одновременно несколько человек (в разное время их число колебалось от 2-х и выше), главный маршал был только один и остальные маршалы подчинялись ему.
Это звание было создано для замены воинского чина коннетабля, и со времени отмены последнего в 1627 году звание главного маршала стало высшим во французской армии.

## Список Главных Маршалов Франции
Только шесть человек за всю историю Франции носили это звание:
| № | Портрет | Главный маршал Франции                    | Даты жизни                       | Дата присвоения звания | Примечание                                                  |
| - | ------- | ----------------------------------------- | -------------------------------- | ---------------------- | ----------------------------------------------------------- |
| 1 |         | Шарль де Гонто, герцог де Бирон           | 1562 — 31 июля 1602              | точная дата неизвестна | Адмирал Франции 4 октября 1592 Маршал 26 января 1594 Казнён |
| 2 |         | Франсуа де Бонн, герцог де Ледигьер       | 1 апреля 1543 — 21 сентября 1626 | 30 марта 1621          | Маршал 27 сентября 1609: Коннетабль Франции 6 июля 1622     |
| 3 |         | Анри де Ла Тур д'Овернь, виконт де Тюренн | 11 сентября 1611 — 27 июля 1675  | 4 апреля 1660          | Маршал 16 ноября 1643                                       |
| 4 |         | Клод Луи Эктор, герцог де Виллар          | 8 мая 1653 — 17 июня 1734        | 18 октября 1733        | Маршал 20 октября 1702                                      |
| 5 |         | Мориц, граф Саксонский                    | 28 октября 1696 — 30 ноября 1750 | 12 января 1747         | Маршал 26 марта 1744                                        |
| 6 |         | Никола Жан де Дьё Сульт                   | 29 марта 1769 — 26 ноября 1851   | 15 сентября 1847       | Маршал Империи 19 мая 1804                                  |